# Hypolytrum flavinux
Hypolytrum flavinux är en halvgräsart som först beskrevs av Tetsuo Michael Koyama, och fick sitt nu gällande namn av David Alan Simpson. Hypolytrum flavinux ingår i släktet Hypolytrum och familjen halvgräs. Inga underarter finns listade i Catalogue of Life.